# KTS Live News
『KTSライブニュース』（ケーティーエスライブニュース）は、鹿児島テレビで2019年4月1日より平日に生放送されている報道番組である。

## 番組概要
- キー局・フジテレビが、『Live News it!』をスタートさせることに伴い、『KTSプライムニュース』を改題して2019年4月1日に『KTS Live News』として放送開始。
  - 2021年3月29日よりカタカナ表記の『KTSライブニュース』に改題[注 1]。
- 2022年4月4日からは、本番組のロゴやスタジオセット、コーナーが大幅にリニューアルし、キャスターが月曜から水曜が坪内一樹、美川愛美。木曜から金曜が上片平健、井上彩香が担当。
- 2023年4月19日から、YouTubeにて本番組や他の番組[注 2]のニュース映像で再構成した「鹿児島ニュース24」を24時間配信している。

## 出演者

### 平日版

#### メインキャスター
| 期間     | 期間     | メインキャスター | メインキャスター | メインキャスター | メインキャスター |
| 期間     | 期間     | 男性             | 男性             | 女性             | 女性             |
| 期間     | 期間     | 月 - 水          | 木・金           | 月 - 水          | 木・金           |
| -------- | -------- | ---------------- | ---------------- | ---------------- | ---------------- |
| 2019.4.1 | 2022.4.1 | 坪内一樹         | 坪内一樹         | 井上彩香         | 井上彩香         |
| 2022.4.4 | 現在     | 坪内一樹         | 上片平健         | 美川愛実         | 井上彩香         |

#### コーナーキャスター
年末最終週は特別編成で短縮となるためコーナーは休止となる。
| 期間      | 期間       | スポーツキャスター | 大隅フラッシュ （KTS鹿屋支社） |
| 期間      | 期間       | 月                 | 金                             |
| --------- | ---------- | ------------------ | ------------------------------ |
| 2019.4.1  | 2021.3.26  | 上片平健           | 春山たかよ                     |
| 2021.3.29 | 2023.3.31  | 前原竜二           | 春山たかよ                     |
| 2023.4.3  | 2023.7.14  | 前原竜二 井上彩香  | 春山たかよ                     |
| 2023.7.17 | 2024.2.9   | 前原竜二 井上彩香  | 春山たかよ                     |
| 2024.2.12 | 2024.4.12  | 前原竜二 井上彩香  | （不在）                       |
| 2024.4.15 | 2024.12.20 | 前原竜二 井上彩香  | 吉留李奈                       |
| 2025.1.10 | 現在       | 前原竜二 井上彩香  | 春山たかよ                     |

### 週末版
- シフト勤務

## 放送時間
- 全て日本時間（JST）で記す。

| 期間          | 期間          | 平日                         | 備考 |
| ------------- | ------------- | ---------------------------- | --- |
| 2019年4月1日  | 2020年9月25日 | 18:14 - 19:00（46分）        | 『イット!』内コーナー「news まるっと!」(当初は「ニュース一気見せ まるっと!」。18:50.30 - 19:00、2020年10月5日以降は18:45.30開始に拡大)を内包。 |
| 2020年9月28日 | 2022年9月30日 | 18:09 - 19:00（51分）        | 2022年3月28日から2023年9月29日まで「news まるっと!」の放送時間を18:55までに短縮し、以降は県内ニュースなどを放送。                              |
| 2022年10月3日 | 2023年9月29日 | 18:09.30 - 19:00（50分30秒） | 2022年3月28日から2023年9月29日まで「news まるっと!」の放送時間を18:55までに短縮し、以降は県内ニュースなどを放送。                              |
| 2023年10月2日 | 現在          | 18:09 - 19:00（51分）        | 『イット!』内コーナー「Allnews 6」（2024年9月30日まで「取材center24」、18:48.30 - 19:00）を内包。                                              |

## 主なコーナー・特集
◯は同局ホームページや公式YouTubeチャンネルにて、過去のアーカイブが閲覧可能な特集を指す。

### 現在
Smile×Sports
月曜日に放送。県内スポーツ、鹿児島ユナイテッドFCの情報も伝える。
今、鹿児島でー
火曜日に放送。全国で流行しているニュースを県内の課題や状況を取材する特集。
街ネタ調査隊
水曜日あるいは木曜日に放送。県内で話題の店や街の最新トレンドを紹介するコーナー。2024年4月18日開始。
大隅フラッシュ
金曜日に放送。大隅半島の情報をKTS鹿屋支社から吉留李奈が伝える。「KTSスーパータイム NEWS&SPORTS」時代の1993年4月に放送を開始し、2023年4月でコーナー開始から30周年を迎えた。吉留が休暇などで不在の場合は大隅スタジオからの中継は行われず、KTSのスタジオから進行する。
FNN九州・沖縄
九州沖縄の各系列局が制作した特集コーナーを放送する企画、不定期放送。
Allnews 6（「Live News イット!」のネット）
2024年10月1日開始、月 - 金の18:48.30 - 19:00に放送（内容はLive_News_イット!#平日版の放送内容を参照。）。

### 過去
井村先生のぼうさいの時間
◯、木曜日に放送。自然災害や気象を鹿児島大学の准教授である井村隆介が解説するコーナー。「KTSプライムニュース」時代の2018年に「防災をマナブ」として開始、2021年4月に現在のタイトルにリニューアルし、2023年3月30日まで放送された。　
あしたのヒント
視聴者から募集した生活の悩みを元に生活に役立つ情報を紹介する、2020年4月開始、毎週水曜日に放送、終了時期不明。
あの日のかごしま 平成編
放送日と同じ日の過去の鹿児島のニュース映像を振り返る。前番組「KTSプライムニュース」でも放送していたが、同番組の放送終了を機に一旦終了していたものの2019年秋ごろに再開され短期間放送していた。
通学路、安全ですか？（南日本新聞#こちら373との共同企画）
◯、鹿児島の学校の通学路の安全性を検証する特集、2023年2月から3月まで放送。
ジモト、新発見!
KTSの各支局から各地域の話題を紹介するコーナーだった。かつては「みんなのニュース かごしま」から放送されていたコーナー「支局だより」を踏襲しており、2023年6月頃まで放送。
あの夏を語り継ぐ 8･6豪雨災害から30年
◯、1993年（平成5年）8月に発生した平成5年8月豪雨（8.6豪雨）の被災者等へのインタビューや映像で構成される。この他に視聴者からの被災経験談も募集し、2023年6月8日から8月3日まで随時放送した。また2023年8月6日に本コーナーをベースにした特番「8.6豪雨災害あの夏に学ぶこと」を放送し、天達武史がゲスト解説として出演した。
つなぐ!感動 かごしま国体
◯、2023年に行われた『第75回国民体育大会（燃ゆる感動かごしま国体・かごしま大会）』に出場するアスリートや運営スタッフの様子を伝えるコーナー。競技の試合結果についても本コーナーで放送された。2023年9月14日開始、同年10月31日で終了。
パリに挑む!
2024年7月17日開始。同年7月26日から開催された2024年パリオリンピックに出場する鹿児島県出身、関係選手を紹介する特集。

#### 「Live News イット!」のネット
news まるっと!
月 - 金の18:45.30 - 18:55に放送。KTSでは2019年の番組開始当初から放送（当時は18:50:30 - ）、2022年3月25日までは19:00まで放送していたが同年3月28日よりKTSでは18:55までに短縮され、18:55以降は、県内ニュース・週間予報（気象情報）が放送されていた。2023年9月29日で終了。
取材center24
2023年10月3日から2024年9月30日まで、月 - 金の18:48.30 - 19:00に放送。9月29日まで18:55以降に放送されていた県内ニュース・週間予報（気象情報）が廃止され、同年10月2日以降は放送終了の19:00まで放送されていた。